# Rinspeed
Rinspeed är en schweizisk tillverkare av fordon som grundades 1979 av Frank Rinderknecht. Företaget är bland annat känt för amfibiefordonen Rinspeed Splash och sQuba. De har specialiserat sig på att restaurera klassiska bilar och modifiera nya bilar (som Porsche och Subaru). De brukar även göra konceptbilar till motormässan i Genève.

## Bildgalleri

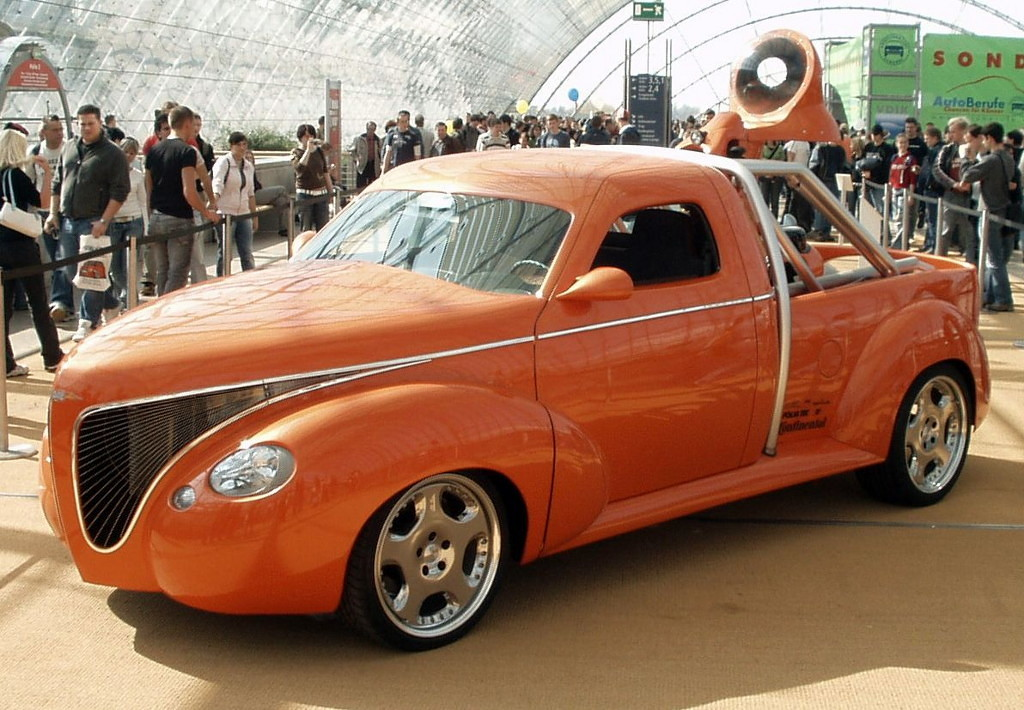
Rinspeed Tatooo.com (2000)
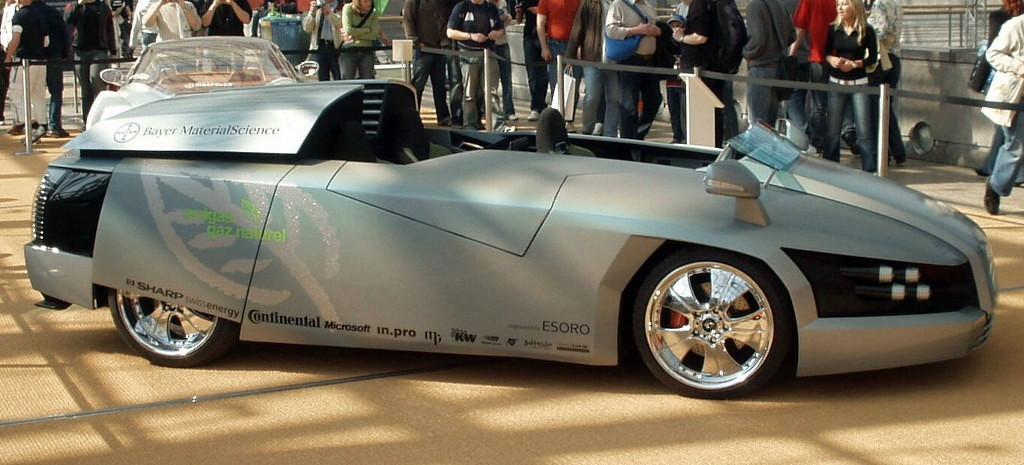
Rinspeed Senso (2005)
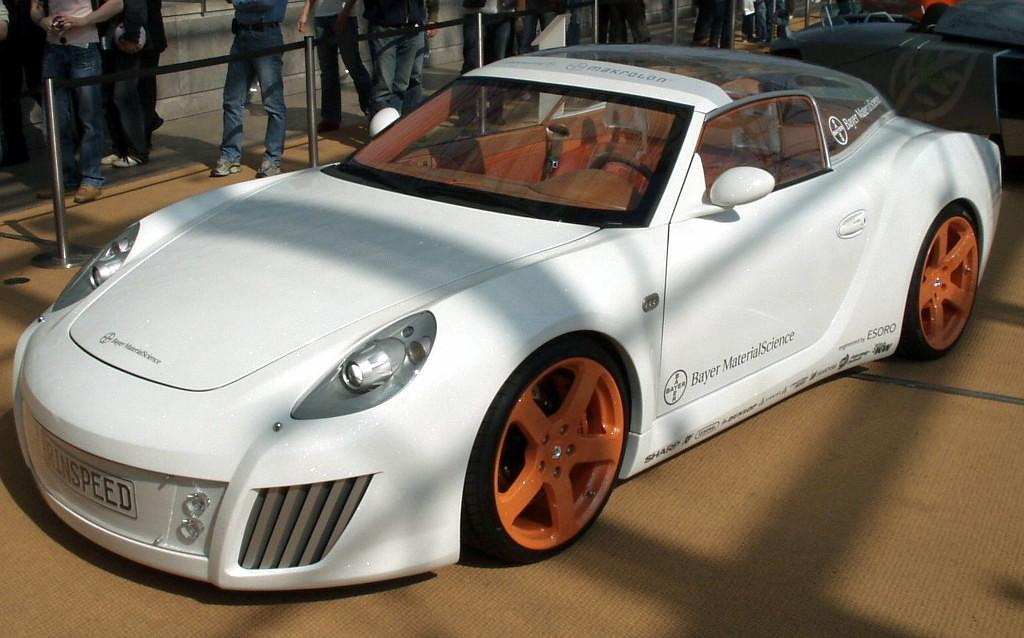
Rinspeed zaZen (2006)